# Fontenilles
Pour les articles homonymes, voir Fontenille.
Fontenilles (en gascon : Hontanilhas ; occitan languedocien : Fontanilhas) est une commune française située dans le nord du département de la Haute-Garonne, en région Occitanie. Sur le plan historique et culturel, la commune est dans le Pays toulousain, qui s’étend autour de Toulouse le long de la vallée de la Garonne, bordé à l’ouest par les coteaux du Savès, à l’est par ceux du Lauragais et au sud par ceux de la vallée de l'Ariège et du Volvestre.
Exposée à un climat océanique altéré, elle est drainée par l'Aussonnelle, le ruisseau des Crabères et par divers autres petits cours d'eau. La commune possède un patrimoine naturel remarquable composé de deux zones naturelles d'intérêt écologique, faunistique et floristique.
Fontenilles est une commune urbaine qui compte 5 869 habitants en 2022, après avoir connu une forte hausse de la population depuis 1975. Elle appartient à l'unité urbaine de Toulouse et fait partie de l'aire d'attraction de Toulouse. Ses habitants sont appelés les Fontenillois ou  Fontenilloises.
Le patrimoine architectural de la commune comprend un immeuble protégé au titre des monuments historiques : l'église Saint-Martin, inscrite en 1979.

## Géographie

### Localisation
La commune de Fontenilles se trouve dans le département de la Haute-Garonne, en région Occitanie.
Elle se situe à 21 km à vol d'oiseau de Toulouse, préfecture du département, à 15 km de Muret, sous-préfecture, et à 9 km de Plaisance-du-Touch, bureau centralisateur du canton de Plaisance-du-Touch dont dépend la commune depuis 2015 pour les élections départementales.
La commune fait en outre partie du bassin de vie de Fonsorbes.
Les communes les plus proches sont : 
Bonrepos-sur-Aussonnelle (3,5 km), Fonsorbes (3,7 km), Saint-Lys (4,5 km), Saiguède (4,6 km), Lias (4,6 km), Pujaudran (5,4 km), Léguevin (6,1 km), La Salvetat-Saint-Gilles (7,0 km).
Sur le plan historique et culturel, Fontenilles fait partie du pays toulousain, une ceinture de plaines fertiles entrecoupées de bosquets d'arbres, aux molles collines semées de fermes en briques roses, gagné par un processus de périurbanisation.
Fontenilles est limitrophe de neuf autres communes dont deux sont dans le département du Gers.
Les communes limitrophes sont Léguevin, Bonrepos-sur-Aussonnelle, Fonsorbes, Plaisance-du-Touch, Saiguède, Saint-Lys, La Salvetat-Saint-Gilles, Lias et Pujaudran.
| Pujaudran (Gers) Lias (Gers) | Léguevin    | La Salvetat-Saint-Gilles |
| Bonrepos-sur-Aussonnelle     | Fontenilles | Plaisance-du-Touch       |
| Saiguède                     | Saint-Lys   | Fonsorbes                |

### Géologie et relief
La superficie de la commune  est de 2 022 hectares et son altitude varie de 174  à   280 mètres.

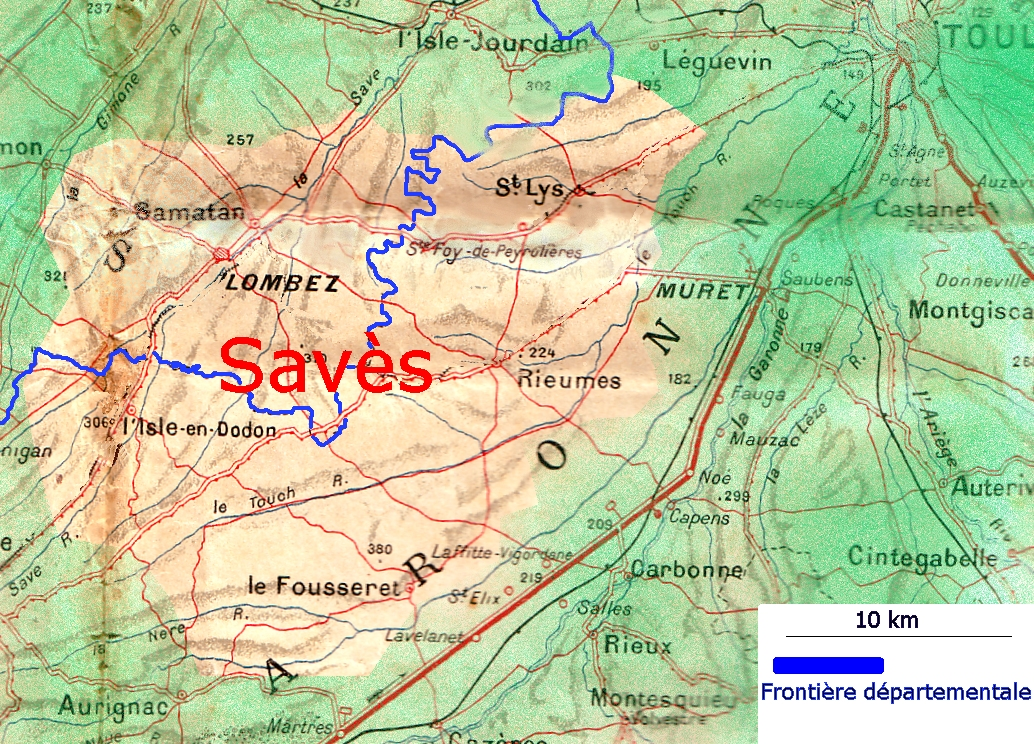
La région culturelle du Savès, entre Gers et Haute-Garonne.
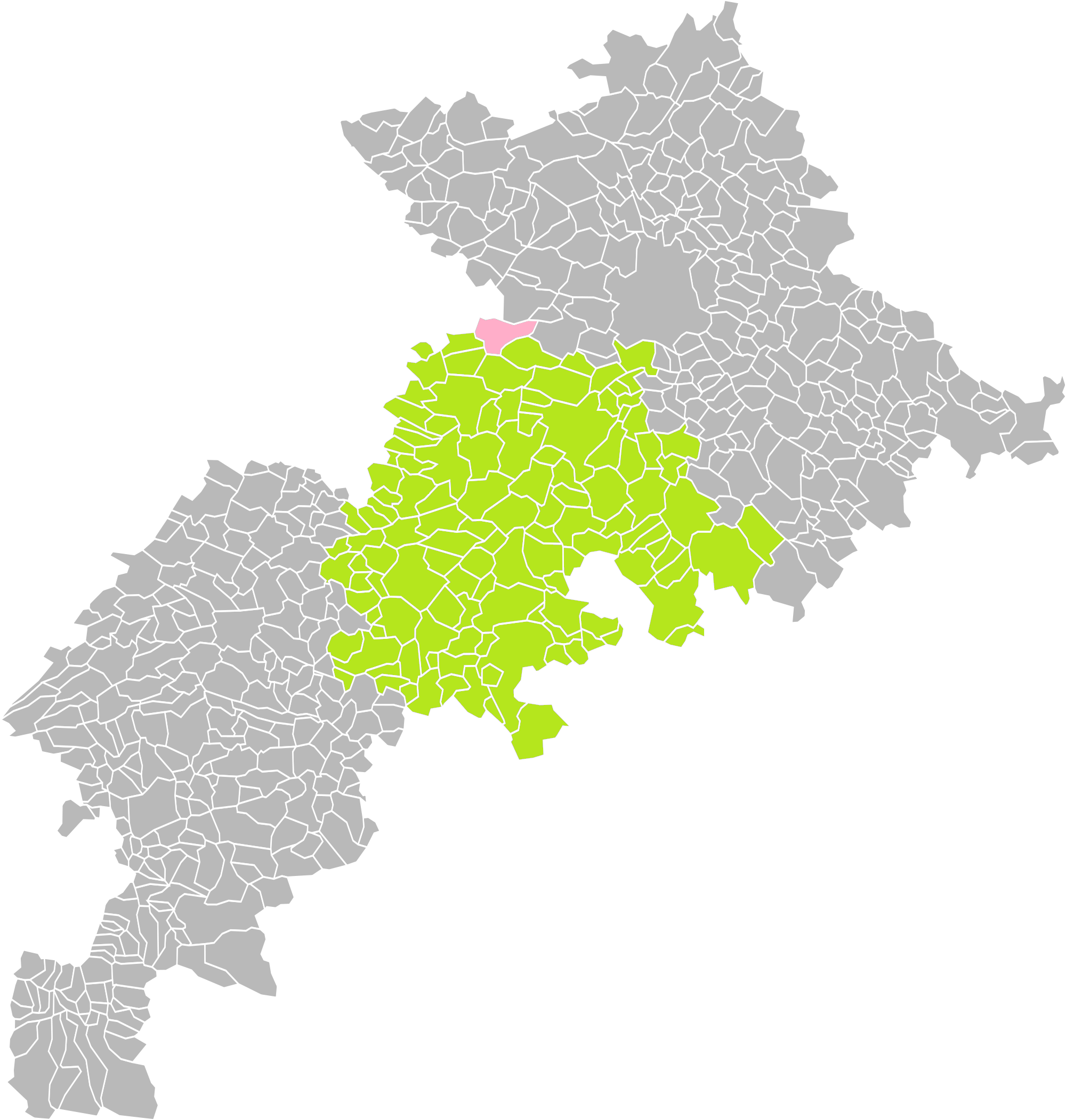
Fontenilles dans l'arrondissement de Muret.
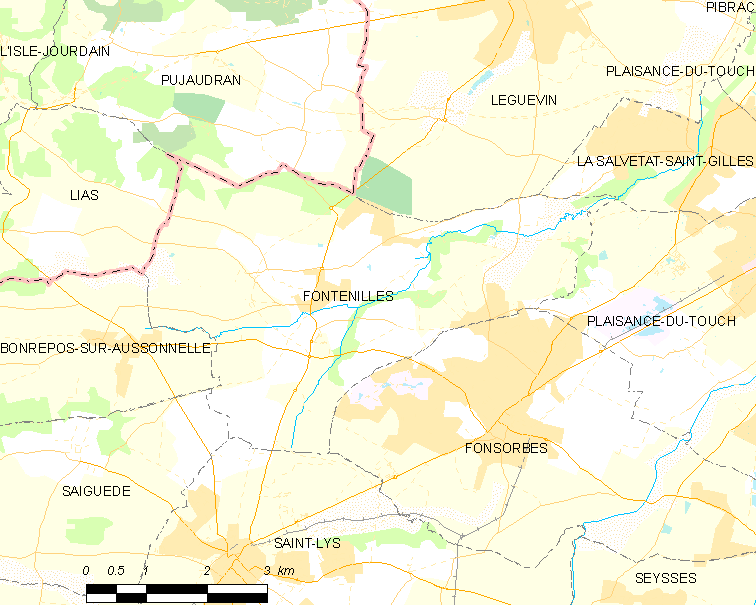
Fontenilles entre Léguevin et Saint-Lys.
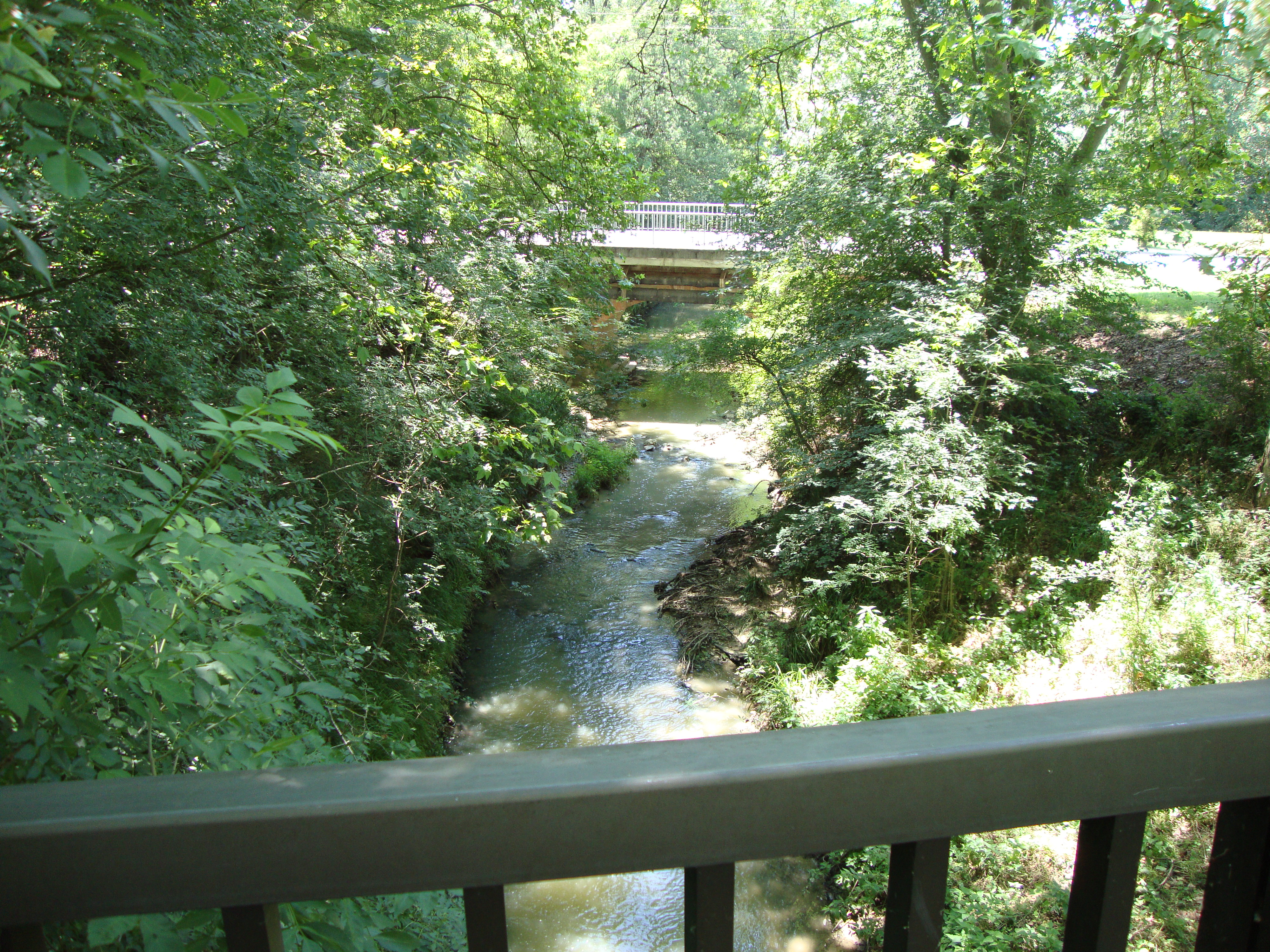
L'Aussonnelle, qui traverse Fontenilles.

### Hydrographie

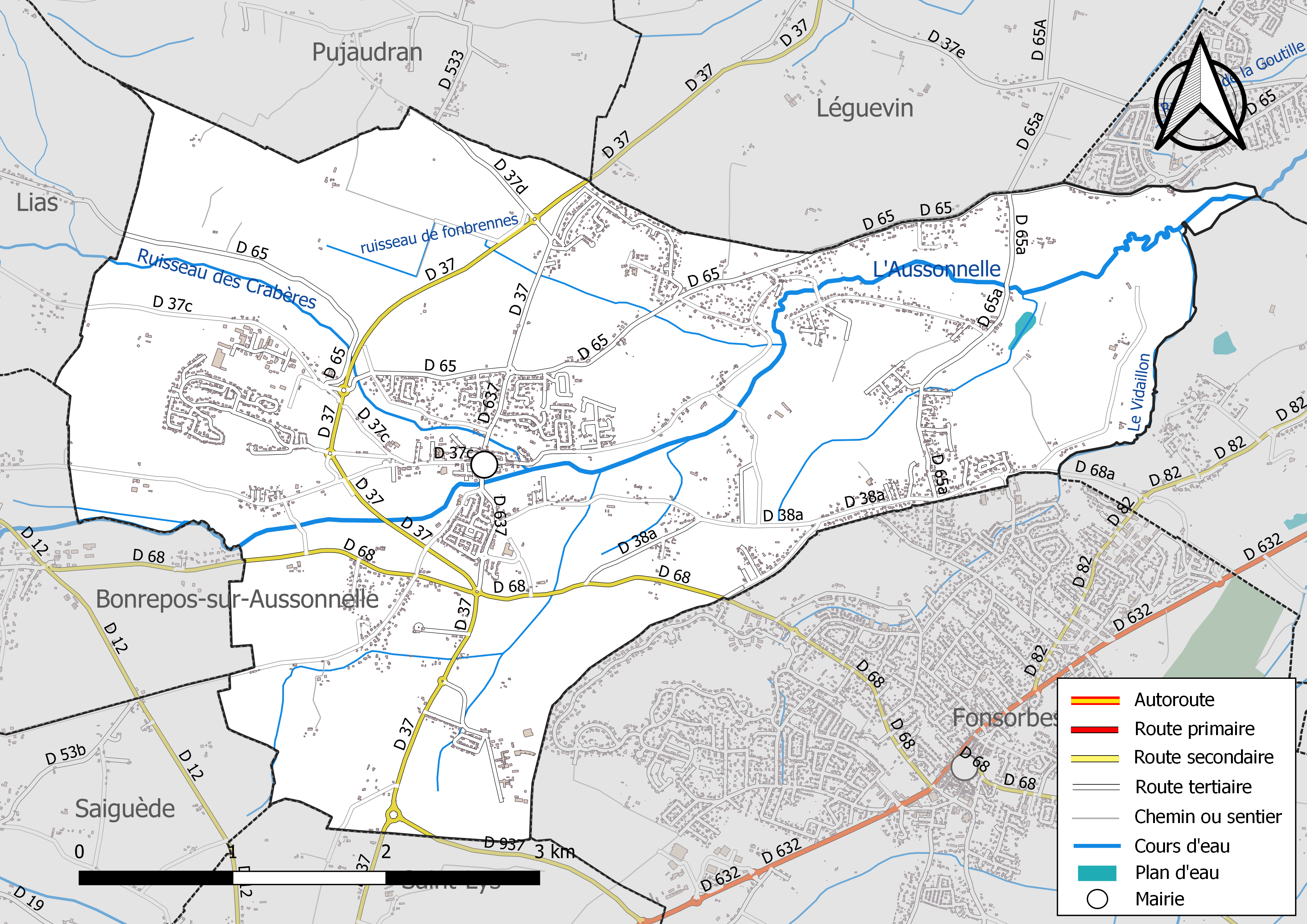
Réseaux hydrographique et routier de Fontenilles.

La commune est dans le bassin de la Garonne, au sein du bassin hydrographique Adour-Garonne. Elle est drainée par l'Aussonnelle, le ruisseau des Crabères, le Vidaillon, le ruisseau de fonbrennes et par divers petits cours d'eau, constituant un réseau hydrographique de 26 km de longueur totale,.
L'Aussonnelle, d'une longueur totale de 42,4 km, prend sa source dans la commune de Saint-Thomas et s'écoule du sud-ouest vers le nord-est. Il traverse la commune et se jette dans la Garonne à Seilh, après avoir traversé 12 communes.

### Climat
Pour des articles plus généraux, voir Climat de l'Occitanie et Climat de la Haute-Garonne.
En 2010, le climat de la commune est de type climat du Bassin du Sud-Ouest, selon une étude s'appuyant sur une série de données couvrant la période 1971-2000. En 2020, Météo-France publie une typologie des climats de la France métropolitaine dans laquelle la commune est exposée à un climat océanique altéré et est dans la région climatique Aquitaine, Gascogne, caractérisée par une pluviométrie abondante au printemps, modérée en automne, un faible ensoleillement au printemps, un été chaud (19,5 °C), des vents faibles, des brouillards fréquents en automne et en hiver et des orages fréquents en été (15 à 20 jours).
Pour la période 1971-2000, la température annuelle moyenne est de 13 °C, avec une amplitude thermique annuelle de 15,8 °C. Le cumul annuel moyen de précipitations est de 679 mm, avec 8,7 jours de précipitations en janvier et 5,4 jours en juillet. Pour la période 1991-2020, la température moyenne annuelle observée sur la station météorologique la plus proche, située sur la commune de Cugnaux à 12 km à vol d'oiseau, est de 14,3 °C et le cumul annuel moyen de précipitations est de 635,7 mm,. Pour l'avenir, les paramètres climatiques de la commune estimés pour 2050 selon différents scénarios d'émission de gaz à effet de serre sont consultables sur un site dédié publié par Météo-France en novembre 2022.

### Milieux naturels et biodiversité

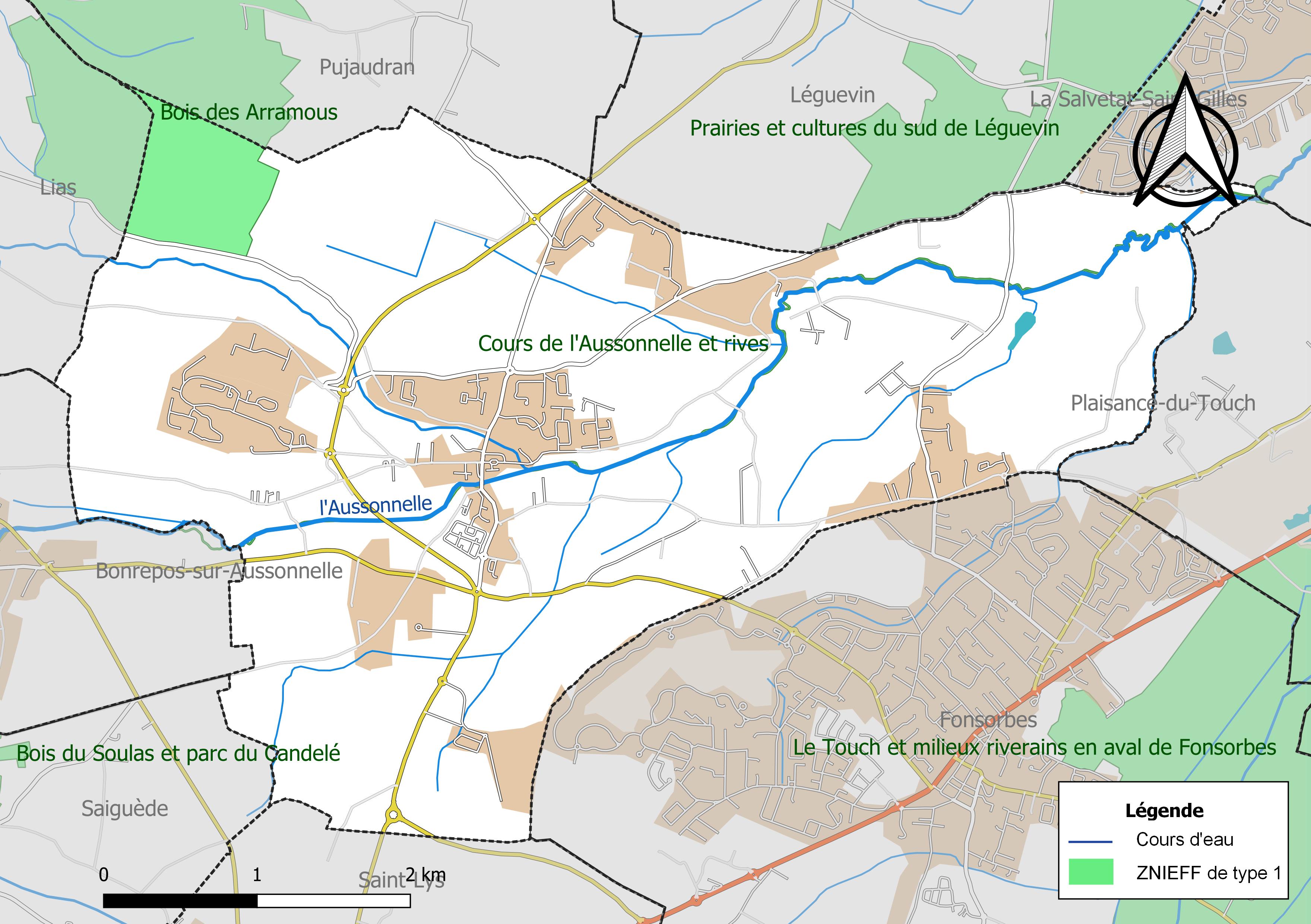
Carte des ZNIEFF de type 1 localisées sur la commune.

L’inventaire des zones naturelles d'intérêt écologique, faunistique et floristique (ZNIEFF) a pour objectif de réaliser une couverture des zones les plus intéressantes sur le plan écologique, essentiellement dans la perspective d’améliorer la connaissance du patrimoine naturel national et de fournir aux différents décideurs un outil d’aide à la prise en compte de l’environnement dans l’aménagement du territoire.
Deux ZNIEFF de type 1 sont recensées sur la commune :
le « bois des Arramous » (416 ha), couvrant 3 communes dont une dans la Haute-Garonne et deux dans le Gers et 
le « cours de l'Aussonnelle et rives » (76 ha), couvrant 12 communes du département.

## Urbanisme

### Typologie
Au 1er janvier 2024, Fontenilles est catégorisée ceinture urbaine, selon la nouvelle grille communale de densité à sept niveaux définie par l'Insee en 2022.
Elle appartient à l'unité urbaine de Toulouse, une agglomération inter-départementale regroupant 81  communes, dont elle est une commune de la banlieue,,. Par ailleurs la commune fait partie de l'aire d'attraction de Toulouse, dont elle est une commune de la couronne,. Cette aire, qui regroupe 527 communes, est catégorisée dans les aires de 700 000 habitants ou plus (hors Paris),.

### Occupation des sols

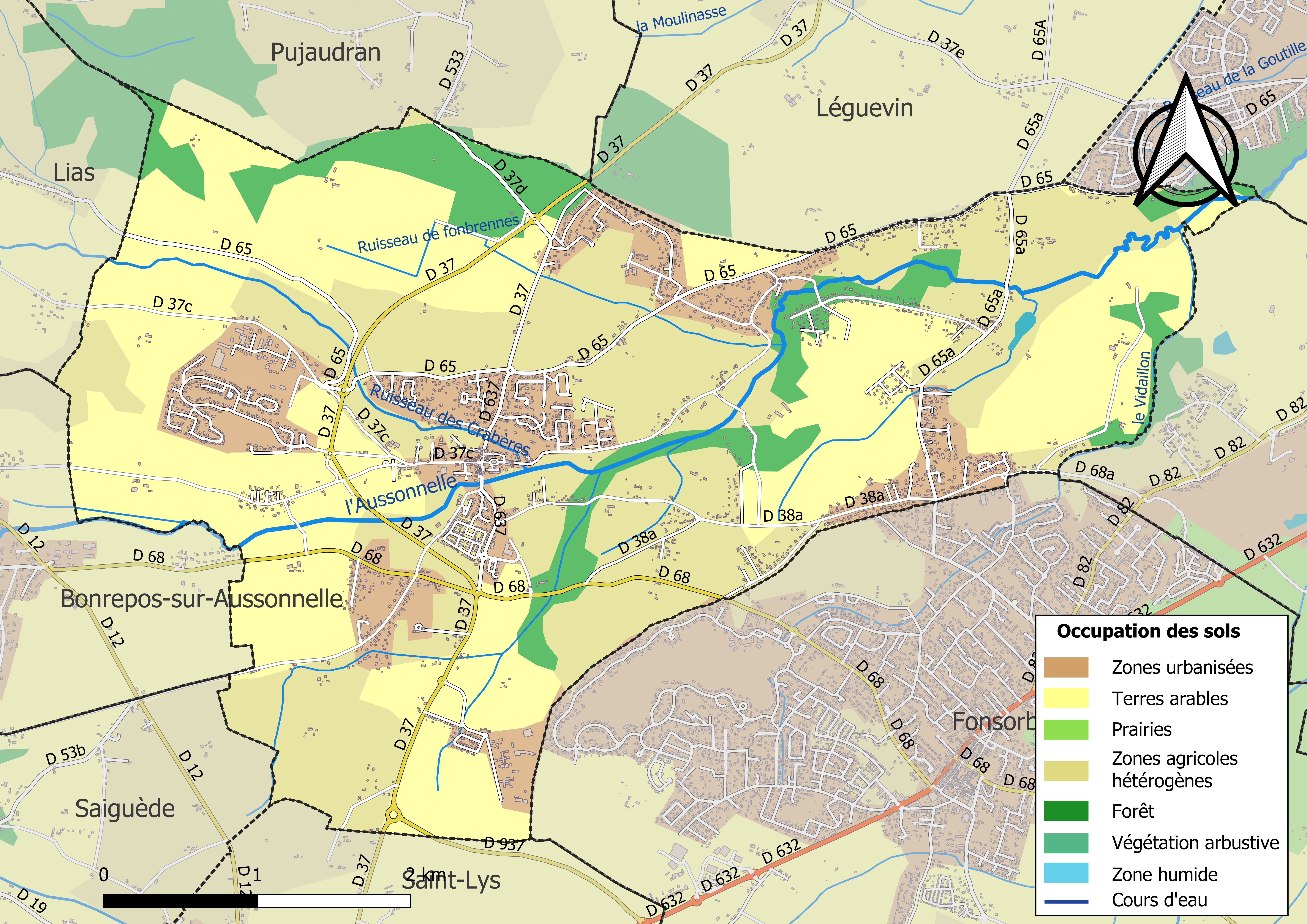
Carte des infrastructures et de l'occupation des sols de la commune en 2018 (CLC).

L'occupation des sols de la commune, telle qu'elle ressort de la base de données européenne d’occupation biophysique des sols Corine Land Cover (CLC), est marquée par l'importance des territoires agricoles (73 % en 2018), en diminution par rapport à 1990 (86,5 %). La répartition détaillée en 2018 est la suivante : 
terres arables (39,7 %), zones agricoles hétérogènes (33,2 %), zones urbanisées (18,1 %), forêts (7,7 %), zones industrielles ou commerciales et réseaux de communication (1,2 %). L'évolution de l’occupation des sols de la commune et de ses infrastructures peut être observée sur les différentes représentations cartographiques du territoire : la carte de Cassini (XVIIIe siècle), la carte d'état-major (1820-1866) et les cartes ou photos aériennes de l'IGN pour la période actuelle (1950 à aujourd'hui).

### Hameaux et lieux-dits
Lalanne, Genibrat, Magnes-Cantalauze, Saint-Flour, les Magnolias.

### Voies de communication et transports
La ligne 305 du réseau liO Arc-en-Ciel relie la commune à la station Arènes du métro de Toulouse depuis Rieumes, la ligne 321 relie Fonsorbes à la gare de Muret via le centre-ville, permettant des correspondances avec la ligne D en direction de Toulouse-Matabiau, la ligne 343 permet de rejoindre la gare routière de Toulouse depuis Sabonnères et le centre de la ville.
- Par la route : 
  - la route nationale 124, voie express, permet de rejoindre Auch vers l'ouest, et l'agglomération toulousaine et son périphérique vers l'est via la sortie 9 "Léguevin-Sud".
  - la route départementale 37 permet la desserte de la commune depuis Léguevin au nord, jusqu'à la sortie 29 sur l'A64 à hauteur de Carbonne, via Saint-Lys.
  - la déviation de Saint-Lys, entre la D37 et la D632 sur sa partie septentrionale, permettra à terme de rejoindre Fontenilles à Seysses, puis Muret et la sortie 35 de l' A64 en évitant Saint-Lys en se connectant à la D12.

- Par le train : 
  - en gare de Muret par TER Midi-Pyrénées et la ligne D du réseau de transports en commun de Toulouse sur la ligne Toulouse - Bayonne.
  - en gare Brax-Léguevin sur la ligne de Saint-Agne à Auch.
- Par l'avion : aéroport de Toulouse-Blagnac.

### Risques majeurs
Le territoire de la commune de Fontenilles est vulnérable à différents aléas naturels : météorologiques (tempête, orage, neige, grand froid, canicule ou sécheresse), inondations et séisme (sismicité très faible). Un site publié par le BRGM permet d'évaluer simplement et rapidement les risques d'un bien localisé soit par son adresse soit par le numéro de sa parcelle.
Certaines parties du territoire communal sont susceptibles d’être affectées par le risque d’inondation par débordement de cours d'eau, notamment l'Aussonnelle. La commune a été reconnue en état de catastrophe naturelle au titre des dommages causés par les inondations et coulées de boue survenues en 1982, 1999, 2000 et 2009,.

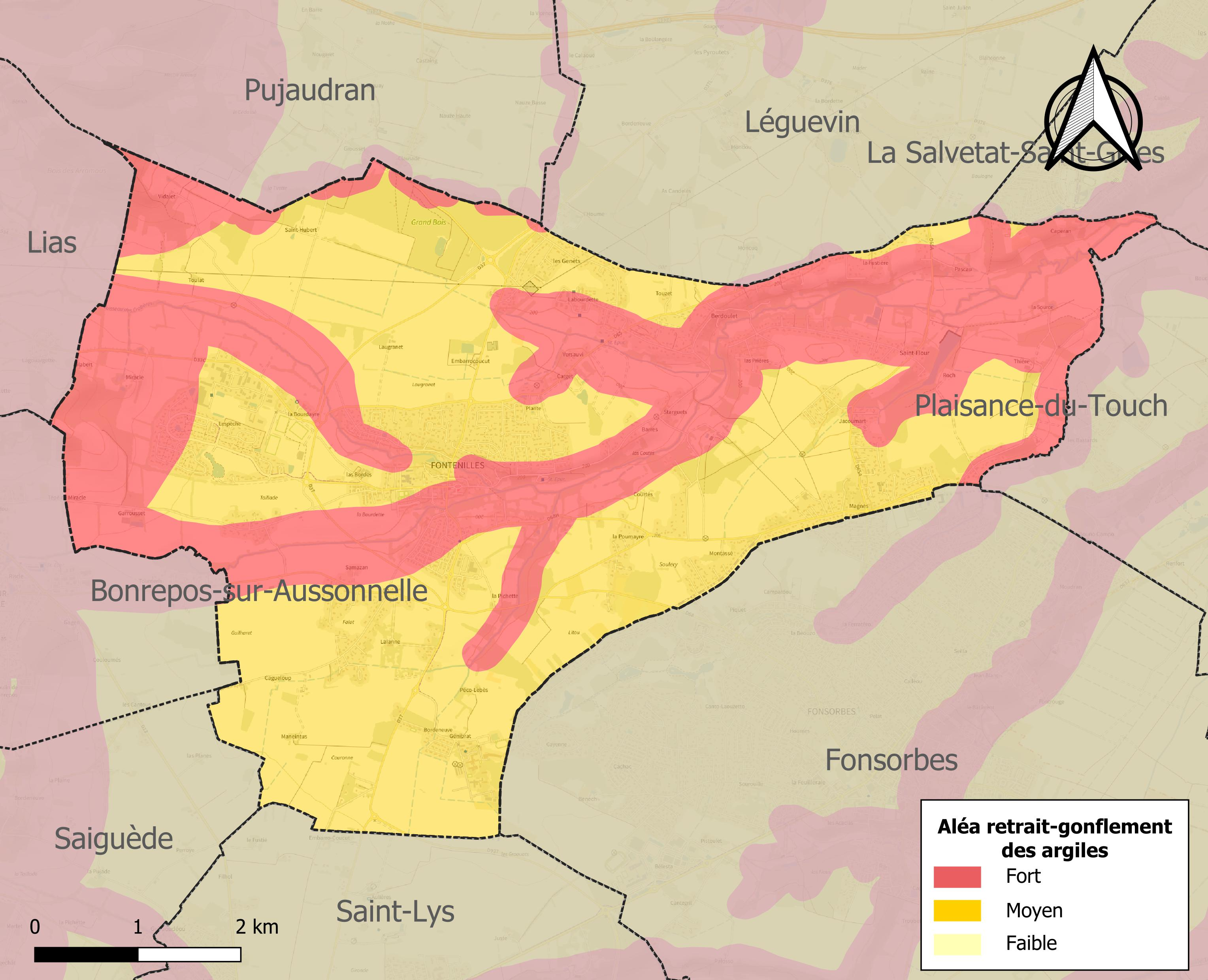
Carte des zones d'aléa retrait-gonflement des sols argileux de Fontenilles.

Le retrait-gonflement des sols argileux est susceptible d'engendrer des dommages importants aux bâtiments en cas d’alternance de périodes de sécheresse et de pluie. La totalité de la commune est en aléa moyen ou fort (88,8 % au niveau départemental et 48,5 % au niveau national). Sur les 1 986 bâtiments dénombrés sur la commune en 2019, 1 986 sont en aléa moyen ou fort, soit 100 %, à comparer aux 98 % au niveau départemental et 54 % au niveau national. Une cartographie de l'exposition du territoire national au retrait gonflement des sols argileux est disponible sur le site du BRGM,.
Par ailleurs, afin de mieux appréhender le risque d’affaissement de terrain, l'inventaire national des cavités souterraines permet de localiser celles situées sur la commune.
Concernant les mouvements de terrains, la commune a été reconnue en état de catastrophe naturelle au titre des dommages causés par la sécheresse en 1989, 1994, 2002, 2003, 2011, 2015, 2016, 2017 et 2020 et par des mouvements de terrain en 1999.

## Toponymie
Le nom vient de l'occitan « Fontana » : fontaine et du diminutif « ilha », soit « Petites Fontaines ».

## Histoire

### Généralités[26]
L'actuel site de Fontenilles a fait successivement partie intégrante de la province gallo-romaine de la Narbonnaise dès 118 avant J-C, du Royaume de Toulouse entre 418 et 507 après J-C, du Royaume d'Aquitaine aux VIe et VIIe siècles, du Comté de Toulouse entre 778 et 1271, puis de la province du Languedoc acté par le Traité de Brétigny, et ce jusqu'en 1469, date à partir de laquelle le roi Louis XI détache notamment la  jugerie de Rivière (Montréjeau) de la sénéchaussée toulousaine pour les incorporer au duché de Guyenne dont le comté du Comminges fait alors partie.
À partir du XVe siècle, les barons de La Roche-Fontenilles s’installent et deviennent les maîtres de la commune et de quelques villages des alentours (Saiguède, Labastidette, etc.). Ils jouent un rôle important dans les croisades, guerres de religion, épopées napoléoniennes, conflits du XXe siècle.
En 1352, Gaillard de La Roche établit le siège de sa juridiction de Saint-Flour à Fontenilles, fait fortifier les murs de la ville et construire son château fort qui sera pillé pendant la Révolution (1793).
En 1483, les habitants reçoivent les premières Coutumes et Privilèges qui seront confirmés en 1556 par Philippe de La Roche-Fontenilles.
Celui-ci, auprès de son beau-père, le Maréchal de Monluc, organisera la défense du pays contre les huguenots en butte aux instructions de l’Edit de Nantes. Des exploits qui pousseront Louis XIV à ériger la baronnie de Fontenilles en marquisat. Il épousera en secondes noces Paule de Viguier, surnommée « La Belle Paule » par François Ier, lors de son passage à Toulouse, en 1533. Exilés en 1793, les seigneurs de La Roche reviendront en France et s’installeront en Picardie (château de Rambures). Dès leur retour, ils accableront les différentes municipalités de procès qui seront les faits marquants de la commune au XIXe siècle.De cette noblesse, il ne reste, qu’une pierre tombale en marbre gris dans l’église Saint Martin, l’hôtel « Belle Paule » (à Toulouse) et quelques structures féodales, aujourd’hui transformées en habitat privé et communal.
Souvent considérée comme gasconne, à tort, puisque sous domination toulousaine depuis l'Empire Romain, et de ce fait, narbonnaise puis languedocienne jusqu'au milieu du XVe siècle (soit dix siècles de plus que de domination gasconne), et initialement peuplée de languedociens fuyants la justice toulousaine, Fontenilles n'a exclusivement développé ses échanges commerciaux qu'avec la région toulousaine.

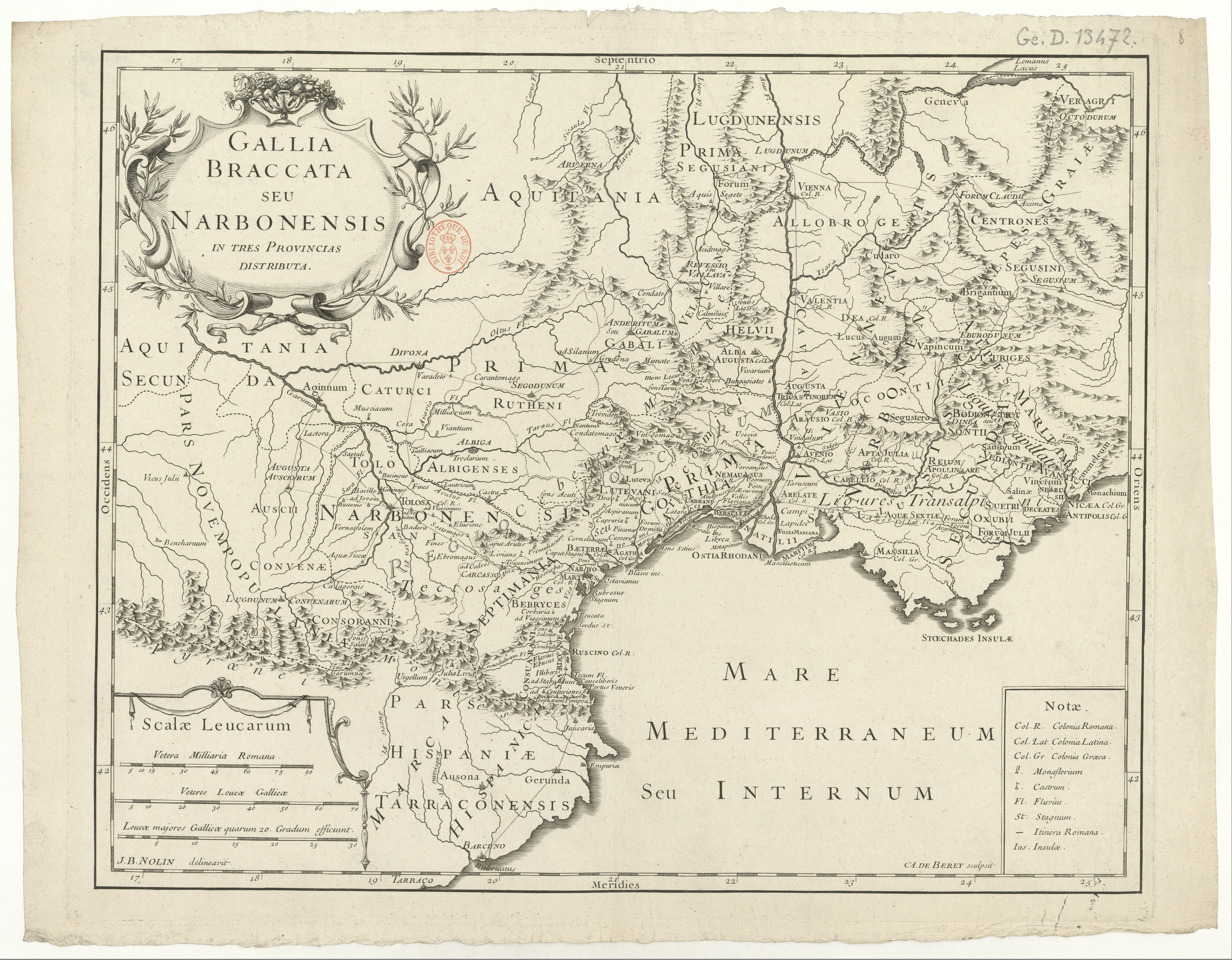
Fontenilles en Gaule narbonnaise.
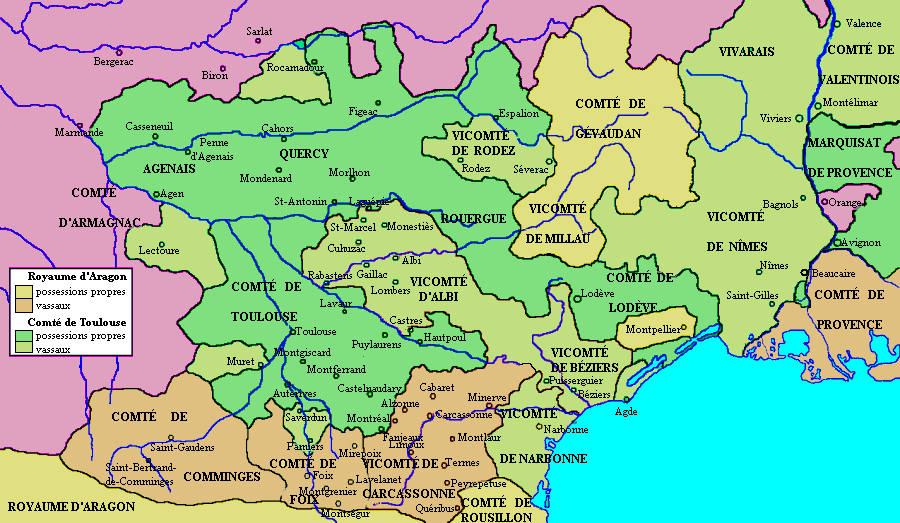
Le Languedoc en 1209.
Le comté de Comminges (en vert) au milieu du XVe siècle.
Le comté de Comminges avant son rattachement au domaine royal.

### Les Hospitaliers
Les premières traces de populations répertoriées ne remontent qu'au début de ces temps médiévaux (Xe siècle) où les Hospitaliers de l'ordre de Saint-Jean de Jérusalem, moines de Gimont, seigneurs de Verfeil et plus tard seigneurs de La Roche se partageaient terres, droits et taxes sur ces terres du comté de Comminges, auquel appartiendra désormais Fontenilles dès le milieu du XVe siècle et qui en occupera l'extrême nord, entre Armagnac et sa province originelle du Languedoc.

### Héraldique
| Blason de Fontenilles | Blason  | Écartelé : aux 1er et 4e de gueules à la croix alésée d'or, aux 2e et 3e d'azur à trois rocs d'échiquiers d’or. |
| Blason de Fontenilles | Détails | Le statut officiel du blason reste à déterminer.                                                                |

## Politique et administration

### Administration municipale
Le nombre d'habitants au recensement de 2017 étant compris entre 5 000 habitants et 9 999 habitants, le nombre de membres du conseil municipal pour l'élection de 2020 est de vingt-neuf,.

### Rattachements administratifs et électoraux
Commune faisant partie de la sixième circonscription de la Haute-Garonne, du Grand Ouest Toulousain Agglomération et du canton de Plaisance-du-Touch (avant le redécoupage départemental de 2014, Fontenilles faisait partie de l'ex-canton de Saint-Lys).

### Liste des maires
| Période                                  | Période   | Identité              | Étiquette | Qualité                                                                                    |
| ---------------------------------------- | --------- | --------------------- | --------- | ------------------------------------------------------------------------------------------ |
| Les données manquantes sont à compléter. |           |                       |           |                                                                                            |
| mars 1977                                | mars 2008 | Christian Jumel       | PS        | Mécanicien Conseiller général de Saint-Lys (1988 → 2008) Vice-président du conseil général |
| mars 2008                                | mars 2014 | Michel Fuentes        | PS        | Retraité, ancien adjoint                                                                   |
| mars 2014                                | mai 2020  | Fabienne Vitrice      | PS        | Conseillère pédagogique                                                                    |
| mai 2020                                 | En cours  | Christophe Tountevich | DVC       | Cadre aéronautique                                                                         |

## Population et société

### Démographie
| 1793 | 1800 | 1806 | 1821 | 1831 | 1836 | 1841 | 1846 | 1851 |
| ---- | ---- | ---- | ---- | ---- | ---- | ---- | ---- | ---- |
| 466  | 475  | 585  | 569  | 581  | 581  | 673  | 687  | 708  |

| 1856 | 1861 | 1866 | 1872 | 1876 | 1881 | 1886 | 1891 | 1896 |
| ---- | ---- | ---- | ---- | ---- | ---- | ---- | ---- | ---- |
| 702  | 721  | 714  | 665  | 687  | 663  | 667  | 637  | 617  |

| 1901 | 1906 | 1911 | 1921 | 1926 | 1931 | 1936 | 1946 | 1954 |
| ---- | ---- | ---- | ---- | ---- | ---- | ---- | ---- | ---- |
| 565  | 560  | 533  | 486  | 412  | 431  | 385  | 375  | 414  |

| 1962 | 1968 | 1975  | 1982  | 1990  | 1999  | 2005  | 2006  | 2010  |
| ---- | ---- | ----- | ----- | ----- | ----- | ----- | ----- | ----- |
| 426  | 528  | 1 215 | 1 791 | 2 262 | 2 920 | 3 385 | 3 440 | 4 505 |

| 2015  | 2020  | 2022  | - | - | - | - | - | - |
| ----- | ----- | ----- | - | - | - | - | - | - |
| 5 546 | 5 872 | 5 869 | - | - | - | - | - | - |

| selon la population municipale des années : | 1968 | 1975 | 1982 | 1990 | 1999 | 2006 | 2009 | 2013 |
| Rang de la commune dans le département      | 137  | 70   | 66   | 60   | 55   | 55   | 48   | 42   |
| Nombre de communes du département           | 592  | 582  | 586  | 588  | 588  | 588  | 589  | 589  |

## Économie

### Contexte général
L'agriculture basée sur la culture de céréales (maïs, blé…) a encore une place importante mais tend à diminuer en faveur de zones résidentielles liées à la proximité de l'agglomération toulousaine, beaucoup de fontenillois travaillant dans le secteur aéronautique.
Fontenilles est également le siège social de la marque chaussures du château,.
Un petit centre commercial "Les Portes du Savès" regroupe la plupart des commerces de proximité nécessaires à la population.
Au 31 décembre 2015, Fontenilles compte 392 entreprises, tout secteur confondu.

### Emploi et revenus
En 2016 :
- 74,6 % des actifs de 15 à 64 ans ont un emploi ;
- 10,3 % sont des étudiants ou stagiaires non rémunérés ;
- 4,7 % sont inactifs ;
- 4,0 % sont retraités ;
- le taux de chômage s'établit à 6,4 % de la population active ;
- 29,4 % des actifs ont une CSP définie comme professions intermédiaires ;
- 25,1 % sont catégorisés comme ouvriers ;
- 22,4 % comme employés ;
- 15,2 % sont des cadres ;
- 5,9 % sont des artisans, des commerçants ou des chefs d'entreprise ;
- enfin 2,0 % sont agriculteurs ;
- la médiane du revenu disponible par unité de consommation est cette même année de 25 298 €, ce qui place Fontenilles dans la moyenne haute des communes de Haute-Garonne.

#### Emploi
|                | 2008  | 2013  | 2018  |
| -------------- | ----- | ----- | ----- |
| Commune        | 5,6 % | 6,4 % | 5,2 % |
| Département    | 7,7 % | 9,6 % | 9,3 % |
| France entière | 8,3 % | 10 %  | 10 %  |

En 2018, la population âgée de 15 à 64 ans s'élève à 3 765 personnes, parmi lesquelles on compte 80,5 % d'actifs (75,3 % ayant un emploi et 5,2 % de chômeurs) et 19,5 % d'inactifs,. Depuis 2008, le taux de chômage communal (au sens du recensement) des 15-64 ans est inférieur à celui de la France et du département.
La commune fait partie de la couronne de l'aire d'attraction de Toulouse, du fait qu'au moins 15 % des actifs travaillent dans le pôle,. Elle compte 1 047 emplois en 2018, contre 986 en 2013 et 735 en 2008. Le nombre d'actifs ayant un emploi résidant dans la commune est de 2 850, soit un indicateur de concentration d'emploi de 36,7 % et un taux d'activité parmi les 15 ans ou plus de 68,9 %.
Sur ces 2 850 actifs de 15 ans ou plus ayant un emploi, 315 travaillent dans la commune, soit 11 % des habitants. Pour se rendre au travail, 90,6 % des habitants utilisent un véhicule personnel ou de fonction à quatre roues, 1,7 % les transports en commun, 4,8 % s'y rendent en deux-roues, à vélo ou à pied et 3 % n'ont pas besoin de transport (travail au domicile).

#### Revenus
En 2018  (données Insee publiées en septembre 2021), la commune compte 2 105 ménages fiscaux, regroupant 6 119 personnes. La médiane du revenu disponible par unité de consommation est de 26 470 € (23 140 € dans le département). 65 % des ménages fiscaux sont imposés (55,3 % dans le département).

### Activités

#### Agriculture
La commune est dans les « Coteaux du Gers », une petite région agricole occupant une partie nord-ouest du département de la Haute-Garonne, caractérisée par une succession de coteaux peu accidentés, les surfaces cultivées étant entièrement dévolues aux grandes cultures. En 2020, l'orientation technico-économique de l'agriculture  sur la commune est la polyculture et/ou le polyélevage.
|               | 1988  | 2000  | 2010  | 2020  |
| ------------- | ----- | ----- | ----- | ----- |
| Exploitations | 39    | 31    | 32    | 25    |
| SAU (ha)      | 1 476 | 1 453 | 1 527 | 1 245 |

Le nombre d'exploitations agricoles en activité et ayant leur siège dans la commune est passé de 39 lors du recensement agricole de 1988  à 31 en 2000 puis à 32 en 2010 et enfin à 25 en 2020, soit une baisse de 36 % en 32 ans. Le même mouvement est observé à l'échelle du département qui a perdu pendant cette période 57 % de ses exploitations,. La surface agricole utilisée sur la commune a également diminué, passant de 1 476 ha en 1988 à 1 245 ha en 2020. Parallèlement la surface agricole utilisée moyenne par exploitation a augmenté, passant de 38 à 50 ha.

#### Hors agriculture

##### Secteurs d'activités
356 établissements sont implantés  à Fontenilles au 31 décembre 2019. Le tableau ci-dessous en détaille le nombre par secteur d'activité et compare les ratios avec ceux du département,.
| Secteur d'activité                                                                                        | Commune | Commune | Département |
| Secteur d'activité                                                                                        | Nombre  | %       | %           |
| --- | ------- | ------- | ----------- |
| Ensemble                                                                                                  | 356     | 100 %   | (100 %)     |
| Industrie manufacturière, industries extractives et autres                                                | 29      | 8,1 %   | (5,7 %)     |
| Construction                                                                                              | 65      | 18,3 %  | (12 %)      |
| Commerce de gros et de détail, transports, hébergement et restauration                                    | 65      | 18,3 %  | (25,9 %)    |
| Information et communication                                                                              | 11      | 3,1 %   | (4,1 %)     |
| Activités financières et d'assurance                                                                      | 9       | 2,5 %   | (3,8 %)     |
| Activités immobilières                                                                                    | 9       | 2,5 %   | (4,2 %)     |
| Activités spécialisées, scientifiques et techniques et activités de services administratifs et de soutien | 72      | 20,2 %  | (19,8 %)    |
| Administration publique, enseignement, santé humaine et action sociale                                    | 73      | 20,5 %  | (16,6 %)    |
| Autres activités de services                                                                              | 23      | 6,5 %   | (7,9 %)     |

Le secteur de l'administration publique, l'enseignement, la santé humaine et l'action sociale est prépondérant sur la commune puisqu'il représente 20,5 % du nombre total d'établissements de la commune (73 sur les 356 entreprises implantées  à Fontenilles), contre 16,6 % au niveau départemental.

##### Entreprises et commerces
Les cinq entreprises ayant leur siège social sur le territoire communal qui génèrent le plus de chiffre d'affaires en 2020 sont : 
- Amatsigroup, recherche-développement en autres sciences physiques et naturelles (20 474 k€)
- Eurofins Amatsi Analytics, analyses, essais et inspections techniques (14 871 k€)
- Sotecflu, construction de réseaux pour fluides (7 540 k€)
- Avogadro LS, recherche-développement en biotechnologie (4 822 k€)
- Emballages Cartonnages Occitans - Eco, fabrication de cartonnages (2 415 k€)

## Culture

### Établissements
Médiathèque, ludothèque, maison des Loisirs.

### Associations
La ville recense de nombreuses associations évoluant dans les secteurs suivants :
- Associations Sportives (football, badminton, tennis, judo, karaté, etc.)
- Associations de Culture et de Loisirs (musicales, équestres, etc.)
- Associations scolaires
- Associations Sociales, Solidaires et Humanitaires (Amicale 3e âge, A.M.A.P...)

### Service public
La ville dispose d'une mairie, d'un bureau de Poste, et d'une police municipale ainsi que de plusieurs établissements scolaires.

### Santé
La ville a mis à disposition de ses administrés une mutuelle communale (accessible sous conditions) et accueille également un bureau local de la Mutualité sociale agricole, un centre Adapei,
En outre, un cabinet médical regroupant plusieurs spécialités a ouvert dans la zone commerciale Campariol.

### Enseignement
Fontenilles fait partie de l'académie de Toulouse.
- École élémentaire de Génibrat.
- Groupe scolaire la Fontaine.
- Collège Irène Joliot-Curie.

### Écologie et recyclage
La collecte et le traitement des déchets des ménages et des déchets assimilés ainsi que la protection et la mise en valeur de l'environnement se font dans le cadre de la communauté de communes de la Gascogne Toulousaine.

### Activités sportives
Handball (Fontenilles Hand Ball), football (Fontenilles FC) (équipes masculines, féminines et seniors), danse, twirling bâton, tennis, rugby à XV, pêche (lac de l'espêche), clubs hippiques, etc.

## Culture locale et patrimoine

### Lieux et monuments
- Église Saint-Martin de Fontenilles : église à clocher-mur classée au titre des monuments historiques en 1979[46].

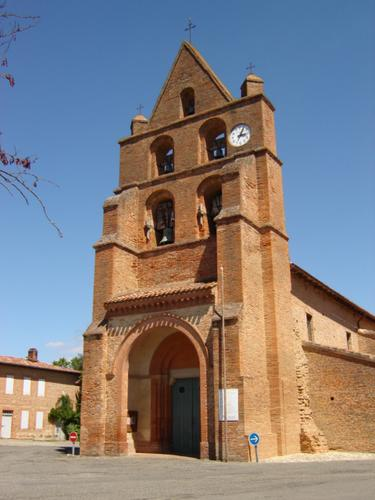
Église Saint-Martin.
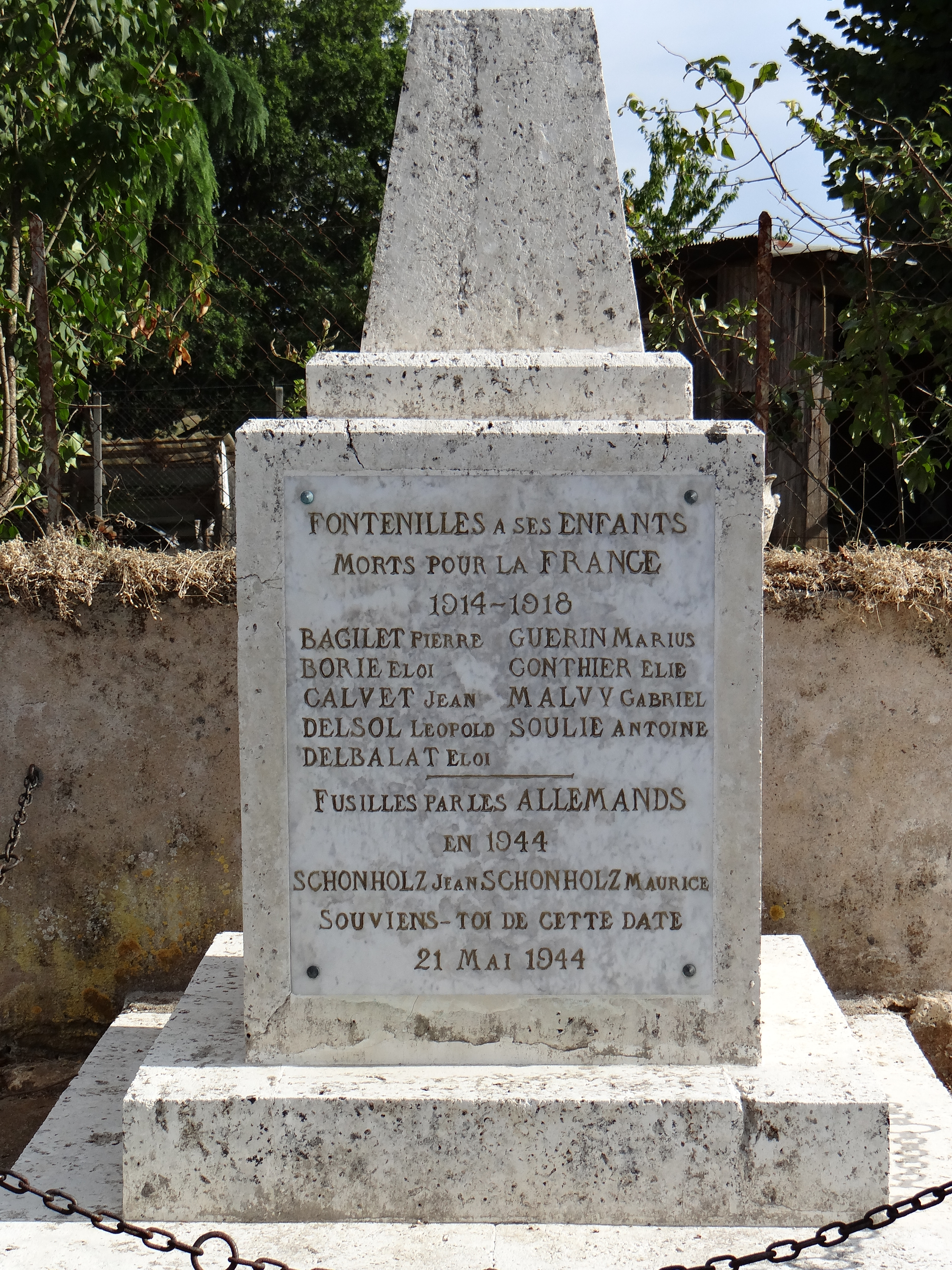
Monument aux morts.